# 벤 오크리

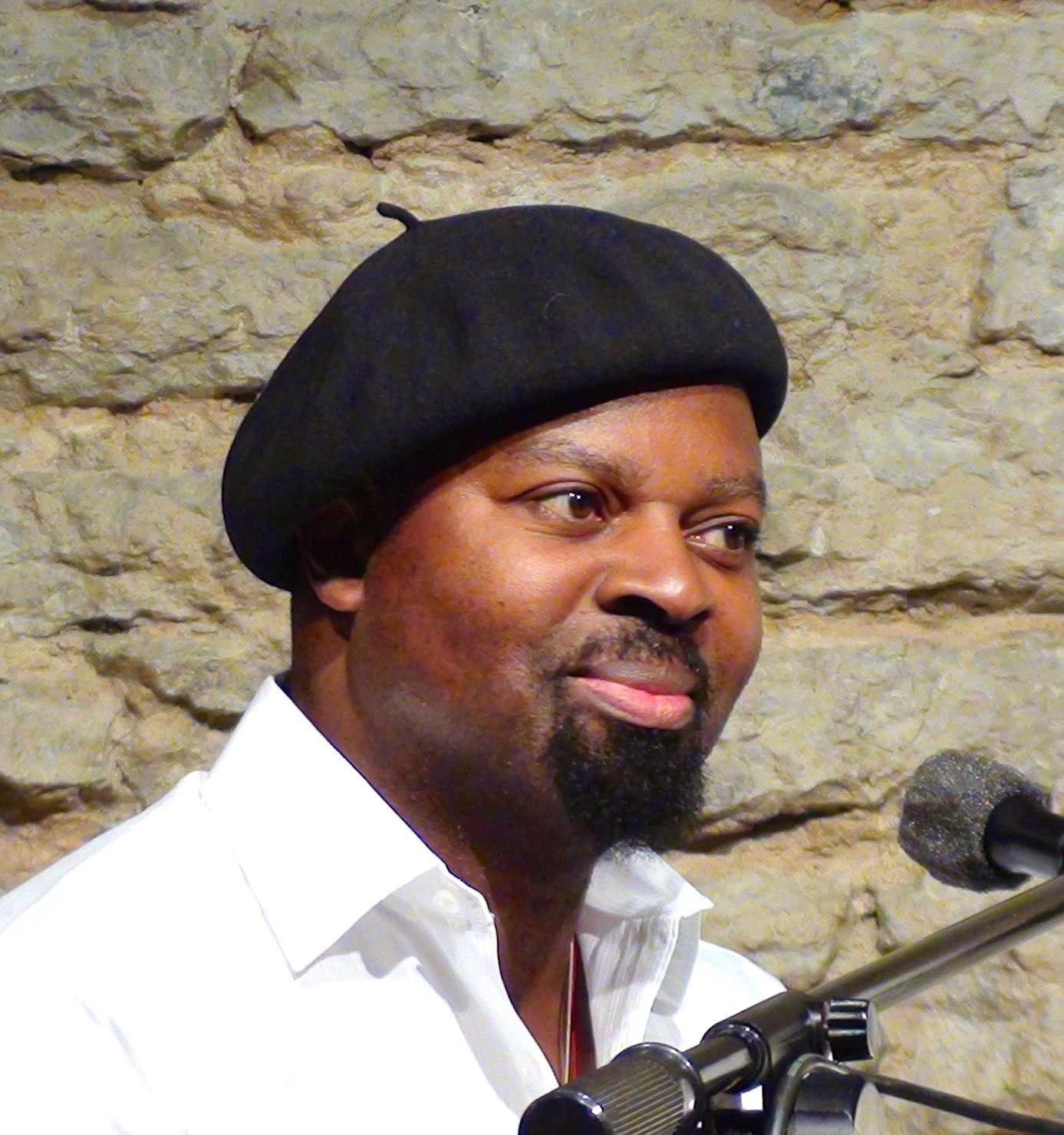

벤 오크리(Ben Okri, OBE FRSL, 1959년 3월 15일 ~ )는 나이지리아의 시인이자 소설가이다. 오크리는 포스트 모던 및 포스트 식민지 전통에서 가장 중요한 아프리카 작가 중 한 명으로 간주되며 살만 루슈디 및 가브리엘 가르시아 마르케스와 같은 작가와 호의적으로 비교되었다. 1991년 오크리는 소설 《굶주린 길》로 부커상을 수상했다.
오크리는 런던에서 어린 시절을 보냈고 1966년에 아버지는 나이지리아로 다시 이주시켜 라고스 에서 변호사로 일하면서 경제적 여유가 없는 사람들에게 무료 또는 할인 서비스를 제공했다. 나이지리아 내전과 당시 동료들이 영의 환상을 보았다고 주장하는 문화에 대한 그의 노출은 나중에 오크리의 소설에 영감을 주었다.
14세의 나이에 젊음과 자격 부족으로 인해 단기 물리학 대학 입학이 거부된 후, 오크리는 시가 그가 선택한 소명이라는 계시를 경험했다. 그는 사회 및 정치 문제에 대한 기사를 쓰기 시작했지만 발행인을 찾지 못했다. 그런 다음 그는 그 기사를 바탕으로 단편 소설을 썼고 일부는 여성 저널과 저녁 신문에 게재되었다. 오크리는 이 초기 작품 중 일부에서 정부에 대한 비판으로 인해 그의 이름이 사망 목록에 오르고 국가를 떠날 필요가 있었다고 주장했다. 1978년에 오크리는 영국으로 돌아와 나이지리아 정부의 지원을 받아 에식스 대학교에서 비교 문학을 공부했다. 그러나 장학금 기금이 바닥났을 때, 오크리는 노숙자가 되었고 때로는 공원에서, 때로는 친구들과 함께 살았다.
작가로서의 성공은 1980년 21세의 나이로 데뷔 소설 ' 꽃과 그림자 '를 발표하면서부터 시작되었다. 1983년부터 1986년까지 그는 서아프리카 잡지의 시 편집자로 일했으며 1983년부터 1985년까지 BBC World Service에 정기적으로 기고했으며 이 기간 동안 계속 출판했다.
1980년 첫 장편소설 ' 꽃과 그림자 '가 출간된 이후 오크리는 국제적 찬사를 받으며 종종 아프리카를 대표하는 작가 중 한 명으로 묘사된다. 1991년 부커상을 수상한 그의 가장 잘 알려진 작품인 The Famished Road, Songs of Enchantment (1993), Infinite Riches (1998)와 함께 아자로의 삶을 따라가는 3부작을 구성한다., 영-자식 내레이터는 아프리카 국가의 사회적, 정치적 혼란을 통해 전쟁으로 황폐해진 나이지리아를 회상하는 오크리의 기억을 떠올리게 한다.
오크리의 작업은 특히 분류하기가 어렵다. 비록 그것이 포스트모던 으로 널리 분류되었지만 일부 학자들은 그가 정신 세계를 묘사하는 겉보기 리얼리즘이 이 분류에 도전한다는 점에 주목했다. 만약 오크리가 현실을 영적 세계에 귀속시킨다면 그의 "충성은 포스트모던적이지 않다. 왜냐하면 그는 여전히 어떤 역사적 또는 초월적 진리 주장에 정당성을 부여하는 무언가가 있다고 믿기 때문"이라고 주장한다. 오크리의 작품에 대한 대안적인 특성은 요루바 민속, 뉴에이지주의, 영적 사실주의, 마술적 사실주의, 환상적 유물론, 실존주의에 대한 충성을 암시한다.